# フレデリック・フロスト・ブラックマン
フレデリック・フロスト・ブラックマン（Frederick Frost Blackman、1866年7月25日 - 1947年1月30日）は、イギリスの植物生理学者である。植物の生育速度に関する要因の実験を行い、生育速度をきめる複数の要因がある場合、要因のなかで最も不足している要因が、生育速度を遅くするという「限定要因説」（Blackman’s law of limiting factors）を提唱した。

## 略歴
ランベスで生まれた。ロンドンのセント·バーソロミュー病院で1883年から1887年まで医学を学び、科学の学士号を取得し、1887年から1891年の間、ケンブリッジ大学のセント・ジョンズ・カレッジで自然科学を研究した。 1891年にケンブリッジ大学の助手（demonstrator）となり、1897年から講師を務め、1904年から1936年の間、植物学の準教授（reader）を務めた。1906年に王立協会フェローに選出され、1923年に同協会からロイヤル・メダル、クルーニアン・メダルを受賞。1937年にリンネ・メダルを受賞した。
光合成に関する基礎的な研究を行い、1905年にマテイ（Gabrielle Matthaei）とともにその結果を発表した。炭酸ガスの濃度と光の強度、温度を変化させた条件で植物の栽培を行い、光合成の速度とこれらの要因の効果を調べた。低CO2濃度、強光度の条件で、光合成の速度は温度に依存し、高CO2濃度、低光度の条件では光合成の速度は温度によらないことなどを示した。（光合成に　温度の影響を受けない光化学反応と、温度に依存する暗反応の二つがあることを示した。）

## 著作
- F. F. Blackman und G. L. C. Matthaei: Experimental researches on vegetable assimilation and respiration. In: Phil. Trans. Roy. Soc. Series B, Band 197, 1905, S. 47.
- F. F. Blackman: Optima and limiting factors. Ann. Bot. 19 (1905) 281-295.